# Santa Cruz Yucucani
Santa Cruz Yucucani es una localidad del estado mexicano de Guerrero. Es parte del municipio de Tlacoachistlahuaca.

## Toponimia
El nombre «Yucucani» proviene de los términos en mixteca: yucú, cerro; cani, largo. Su significado es «Cerro alargado».

## Demografía
| Gráfica de evolución demográfica |
|                                  |

| Censo | Población |
| ----- | --------- |
| 1910  | 402       |
| 1921  | 567       |
| 1930  | 507       |
| 1940  | 563       |
| 1950  | 606       |
| 1960  | 799       |
| 1970  | 1 094     |
| 1980  | 1 106     |
| 1990  | 778       |
| 2000  | 536       |
| 2010  | 1 274     |
| 2020  | 1 371     |